# Cacharel (parfums)
Pour les articles homonymes, voir Cacharel.
Les parfums Cacharel sont une licence de produits cosmétiques accordée par la marque de prêt-à-porter Cacharel au groupe L'Oréal depuis 1975.
La marque appartient à la société Jean Cacharel

## Historique
C'est en 1975, que Jean Bousquet, créateur de la marque de prêt-à-porter Cacharel, confie au groupe L'Oréal le projet d'un parfum. Le lancement d'Anaïs Anaïs se fait en 1978, il reste encore aujourd'hui le parfum phare de la marque.

## Parfums
- 1978 : Anaïs Anaïs (féminin) dont les slogans ont été « Le plus tendre des parfums. », « toute la tendresse d'un parfums. », « Un jour la tendresse s'étendra sur le monde. », « Et la tendresse s'étendra sur le monde. »

Le nom du parfum s'inspire d'Anaïtis, la déesse de l'amour pour les Lydiens, les Arméniens et les Perses.
- 1981 : Cacharel pour l'Homme (masculin) dont les slogans ont été « Destination ailleurs. » et « L'échappée belle. »

Le flacon du parfum est inspiré de la forme de la flasque de whisky des aventuriers.
- 1987 : Loulou (féminin) dont les slogans ont été « ... C'est moi. » et « Quand le parfum se fait caresse. »

Inspiré par l'actrice Louise Brooks, le parfum est depuis représenté dans ses publicités par des mannequins au physique très proche de celui de l'actrice, notamment Emma Campbell dans le spot de lancement réalisé par l'agence Équateur.
- 1994 : Eden (féminin) dont le slogan est « Le parfum défendu. »
- 1995 : Loulou Blue (féminin)
- 1996 : Eau d'Eden (féminin) dont les slogans ont été « Le parfum originel. » et « Un parfum de paradis. »
- 1998 : Noa (féminin) dont le slogan est « Le parfum prodige. »
- 2000 : Nemo (masculin) dont le slogan est « Le parfum témoin. »
- 2002 : Gloria (féminin) dont le slogan est « Une exaltante expérience. »
- 2003 :
  - Amor Amor (féminin) dont le slogan est « Le parfum de l'amour. »
  - Noa Fleur (féminin)
- 2004 : Amor Amor Édition Limitée Noël 2004 (féminin)
- 2005 :
  - Promesse (féminin) dont le slogan est « Plus qu'un parfum, une promesse... »
  - Amor Amor Eau Fraîche (féminin)
- 2006 :
  - Noa Perle (féminin)
  - Amor Amor Elixir Passion (féminin)
  - Amor pour Homme (masculin)
- 2007 :
  - Amor Amor Sunshine (féminin)
  - Amor Sunshine pour Homme (masculin)
  - Liberté (féminin)
- 2008 :
  - Amor Amor Sunrise (féminin)
  - Amor Amor Tentation (féminin)
  -  Amor pour Homme Tentation (masculin)
- 2009 : Scarlett (féminin) dont le slogan est « Son secret est à l'intérieur. »
- 2010 :
  - Amor Amor Delight (féminin)
  - Amor Amor Absolu (féminin)
- 2011 :
  - Amor Amor Summer (féminin)
  - Amor Amor Forbinden Kiss (féminin)
- 2012 : Catch me (féminin) dont le slogan ont été « Si j'ai envie. » et « La séduction est un jeu. »
- 2013 : Amor Amor in a Flash (féminin)
- 2014 :
  - Anaïs Anaïs Premier délice (féminin)
  - Amor Amor L'Eau (féminin)